# 北海道道520号鷹栖東鷹栖比布線
北海道道520号鷹栖東鷹栖比布線（ほっかいどうどう520ごう ひがしたかすぴっぷせん）は、上川郡鷹栖町と比布町を結ぶ一般道道（北海道道）である。

## 概要

### 路線データ
- 起点：北海道上川郡鷹栖町13線12号（北海道道99号和寒鷹栖線交点）
- 終点：北海道上川郡比布町蘭留 （国道40号・北海道道1143号比布北インター線交点）
- 路線延長：18.3 km（総延長）

## 歴史
- 1965年（昭和40年）4月1日 路線認定[1]。

## 地理

### 通過する自治体
- 上川総合振興局
  - 旭川市
  - 上川郡
    - 比布町
    - 鷹栖町

### 交差する道路
鷹栖町
- 北海道道99号和寒鷹栖線 - 13線12号（起点）
- 北海道道37号鷹栖東神楽線 - 10線12号

旭川市
- 道央自動車道 - 東鷹栖5線（立体交差）

比布町
- 北海道道1143号比布北インター線 - 蘭留（終点）
- 国道40号 - 蘭留（終点）

### 沿線にある施設など
比布町
- JR北海道 宗谷本線 比布駅 - 西町2丁目